# Osselle

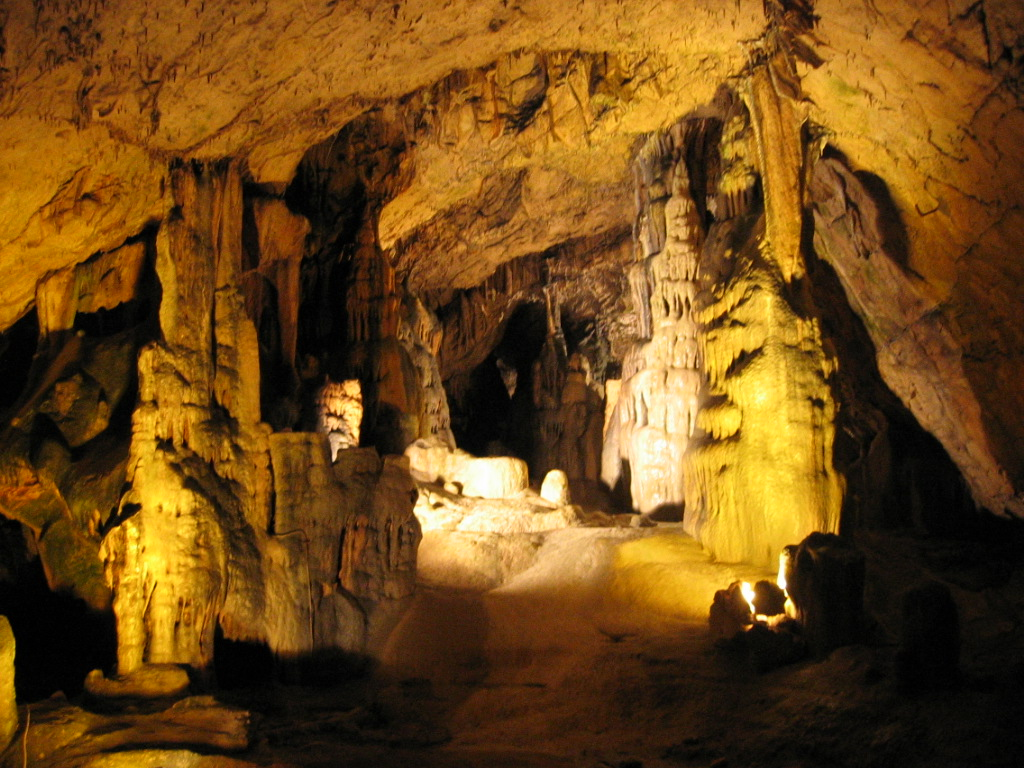
De grot van Osselle

Osselle is een plaats en voormalige gemeente in het Franse departement Doubs in de regio Bourgogne-Franche-Comté en telt 349 inwoners (1999). De plaats maakt deel uit van het arrondissement Besançon.
Bezienswaardig is de Grotte d'Osselle.

## Geschiedenis
De gemeente maakte deel uit van het kanton Boussières totdat dit op 22 maart 2015 werd opgeheven en de gemeente werd opgenomen in het op die dag gevormde kanton Besançon-6. Op 1 januari 2016 fuseerde Osselle met de buurgemeente Routelle tot de commune nouvelle Osselle-Routelle.

## Geografie
De oppervlakte van Osselle bedraagt 7,7 km², de bevolkingsdichtheid is 45,3 inwoners per km².
De onderstaande kaart toont de ligging van Osselle met de belangrijkste infrastructuur en aangrenzende gemeenten.

## Demografie
Onderstaande figuur toont het verloop van het inwonertal.